# Массаленго
Массаленго (итал. Massalengo) — коммуна в Италии, располагается в регионе Ломбардия, подчиняется административному центру Лоди.
Население составляет 3199 человек, плотность населения составляет 400 чел./км². Занимает площадь 8 км². Почтовый индекс — 20070. Телефонный код — 0371.
Покровителем коммуны почитается святой апостол Андрей, празднование в первое воскресение октября.